# Ludwigia hexapetala
Ludwigia hexapetala là một loài thực vật có hoa trong họ Anh thảo chiều. Loài này được (Hook. & Arn.) Zardini, H. Gu & P.H. Raven mô tả khoa học đầu tiên năm 1991.

## Hình ảnh

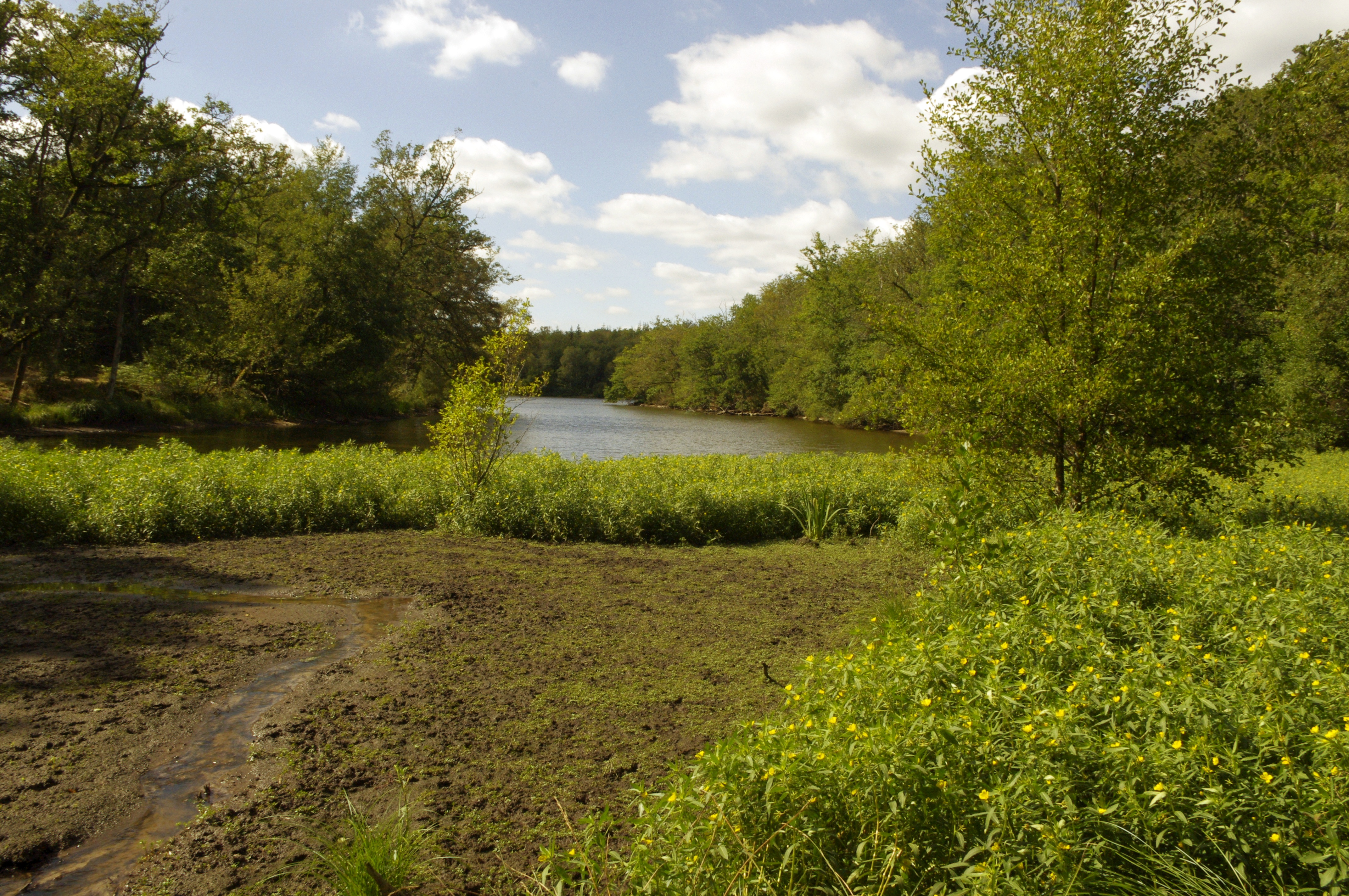
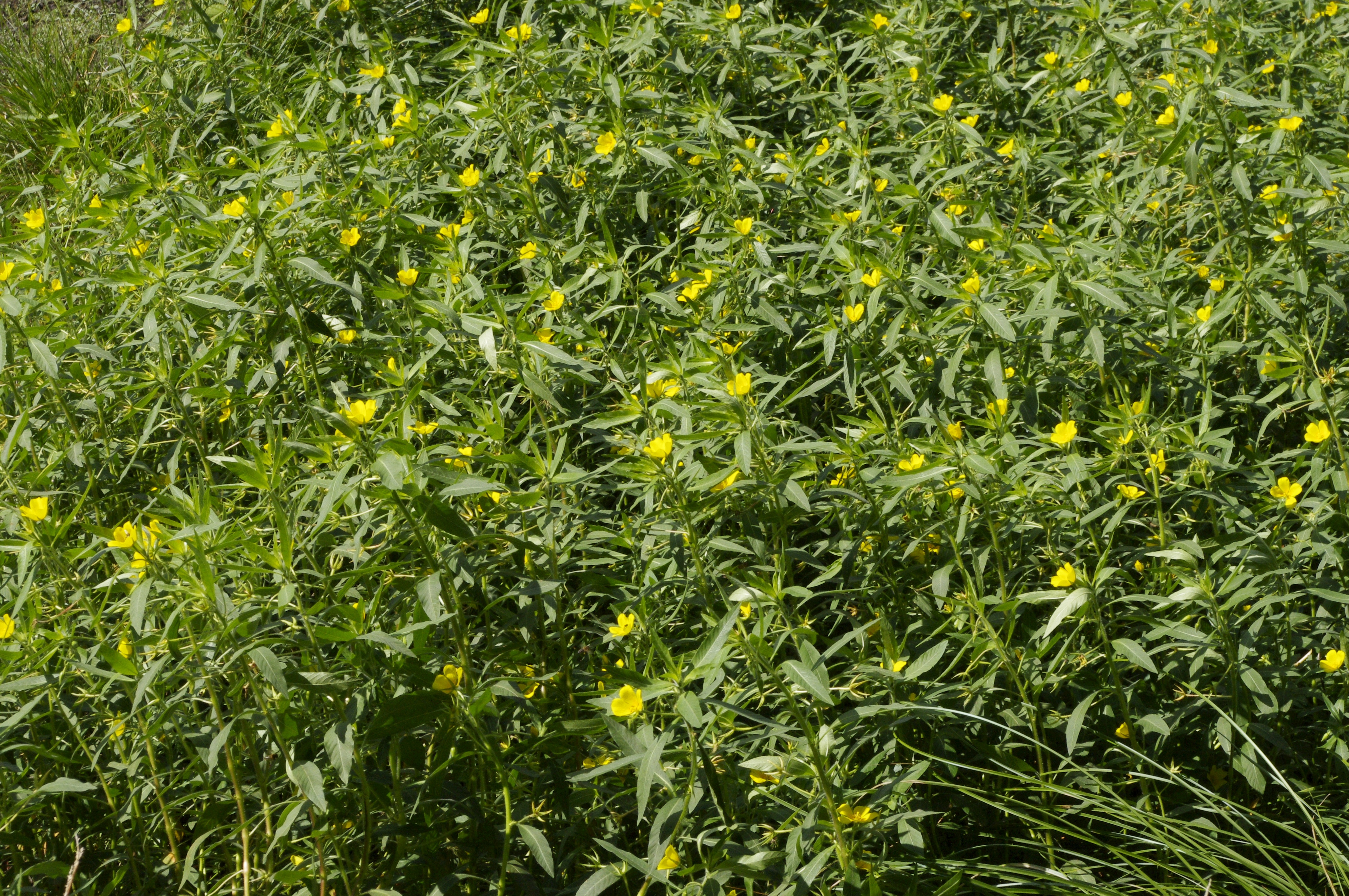
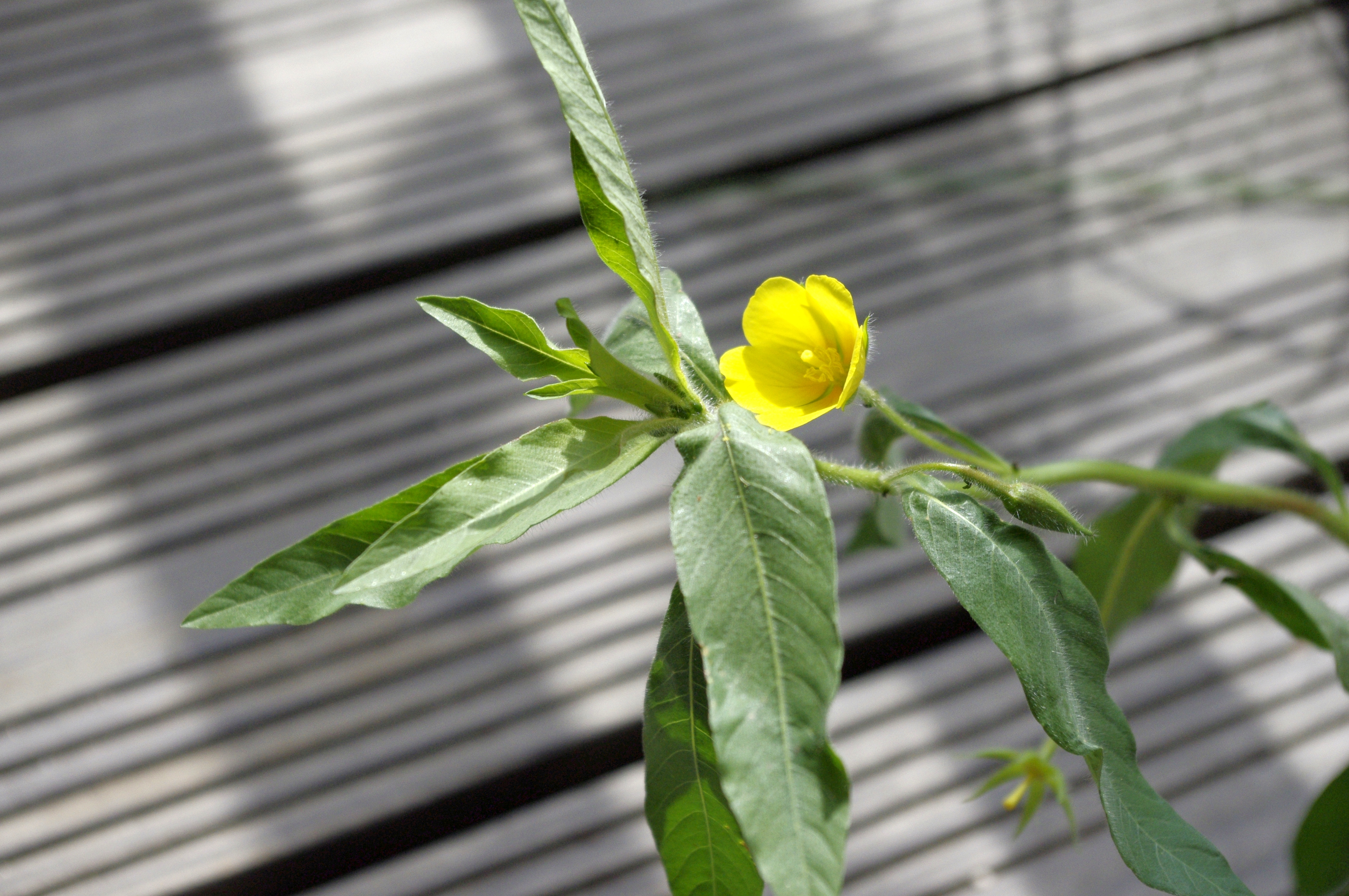
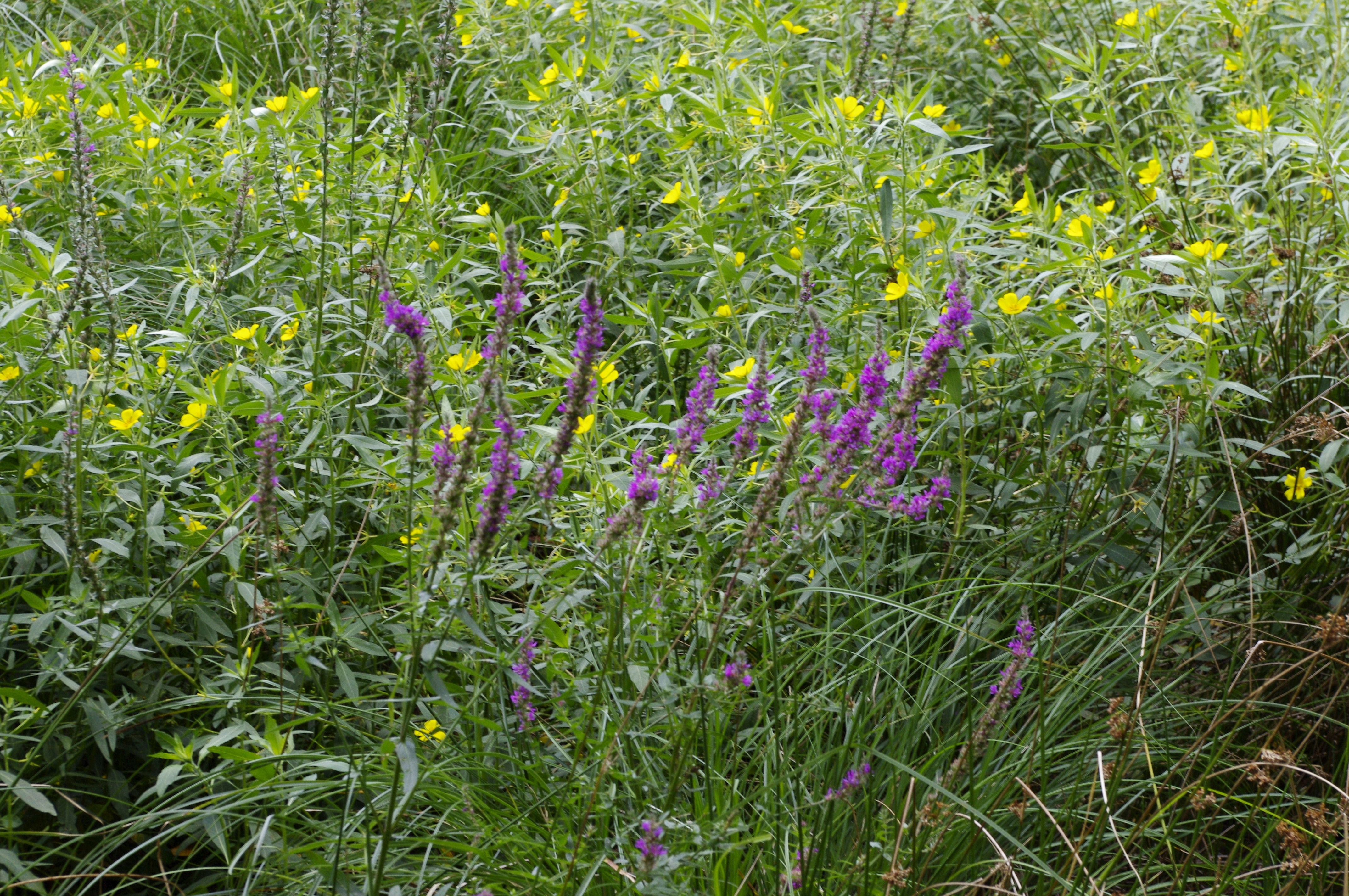